# Incidente ferroviario di Villa San Giovanni
L'incidente ferroviario di Villa San Giovanni fu uno scontro di treni avvenuto l'8 agosto 1991, sugli scambi di ingresso (lato Cannitello) della stazione di Villa San Giovanni, sulla ferrovia Tirrenica Meridionale.

## Dinamica dei fatti
L'8 agosto del 1991, alle ore 16:22, il treno Intercity "Magna Grecia" partito dalla stazione di Villa San Giovanni alle ore 16:17, per Bari (via Lamezia) speronò, in corrispondenza del gruppo scambi di ingresso lato nord, le due ultime carrozze del treno espresso "Archimede", Roma-Siracusa, che stava entrando in stazione, spingendole fuori dal binario e danneggiandole pesantemente. Nonostante la frenata d'emergenza da parte del macchinista, il locomotore elettrico 656 dell'Intercity colpì la testata sinistra della penultima carrozza; nella ritirata schiacciata della carrozza trovò la morte un giovane studente mentre altre 18 persone rimasero ferite. Il traffico rimase interrotto fino alle ore 21.

## I treni coinvolti
- Treno espresso n. 781 "Archimede", Roma-Siracusa, in arrivo nella stazione di Villa San Giovanni [4].
- Treno Intercity n. 632 "Magna Grecia" partito da Villa San Giovanni alle ore 16:17 e diretto a Bari, via Lamezia[4].

## L'inchiesta
Vennero avviate due inchieste: una giudiziaria, nella quale il sostituto procuratore della Repubblica, Giorgio Jachia, affidò l'incarico di consulente all'ingegnere Vincenzo Mancino; una delle Ferrovie dello Stato, il cui direttore compartimentale, ingegnere Antonio Borrello, istituì una commissione apposita. Il commissario delle Ferrovie dello Stato, Lorenzo Necci comunicò il proprio arrivo a Villa per il giorno 9. 
L'inchiesta interna appurò che nessuno dei due treni aveva commesso errori: il treno espresso stava percorrendo l'itinerario di arrivo attraversando diagonalmente il fascio binari per ricoverarsi mentre il "Magna Grecia" era stato fatto partire con segnale spento e modulo scritto modello M40/7 emesso dalla stazione (ordine di partenza a via impedita per malfunzionamento degli apparati elettrici di stazione).
Le indagini della magistratura si orientarono sull'errore umano, commesso dal personale di stazione; vennero indagati tre dirigenti movimento, due interni e uno esterno in quanto appurato che il treno Intercity per Bari era partito con segnale a via impedita e autorizzazione a partire scritta su apposito modulo "M7" rilasciato al macchinista dalla dirigenza di stazione. La mancanza di indicazione di via libera avrebbe richiesto l'accertamento reale della liberazione dell'itinerario e la corretta disposizione degli scambi da parte del personale di movimento.

## Le vittime
Lo studente Giuseppe Agosta, di 17 anni, da Lentini perse la vita nella ritirata schiacciata dall'urto. 
Furono in tutto 18 i feriti trasportati in breve tempo negli ospedali di Villa San Giovanni e ai "Riuniti" di Reggio Calabria; dei sette in condizioni gravi quella a maggior rischio di vita fu Gaetana Cinquerui, di 57 anni, ricoverata nel reparto di rianimazione con il rischio di amputazione di una gamba.